# Saxån, Skåne
För andra betydelser, se Saxån, Skåne (olika betydelser).

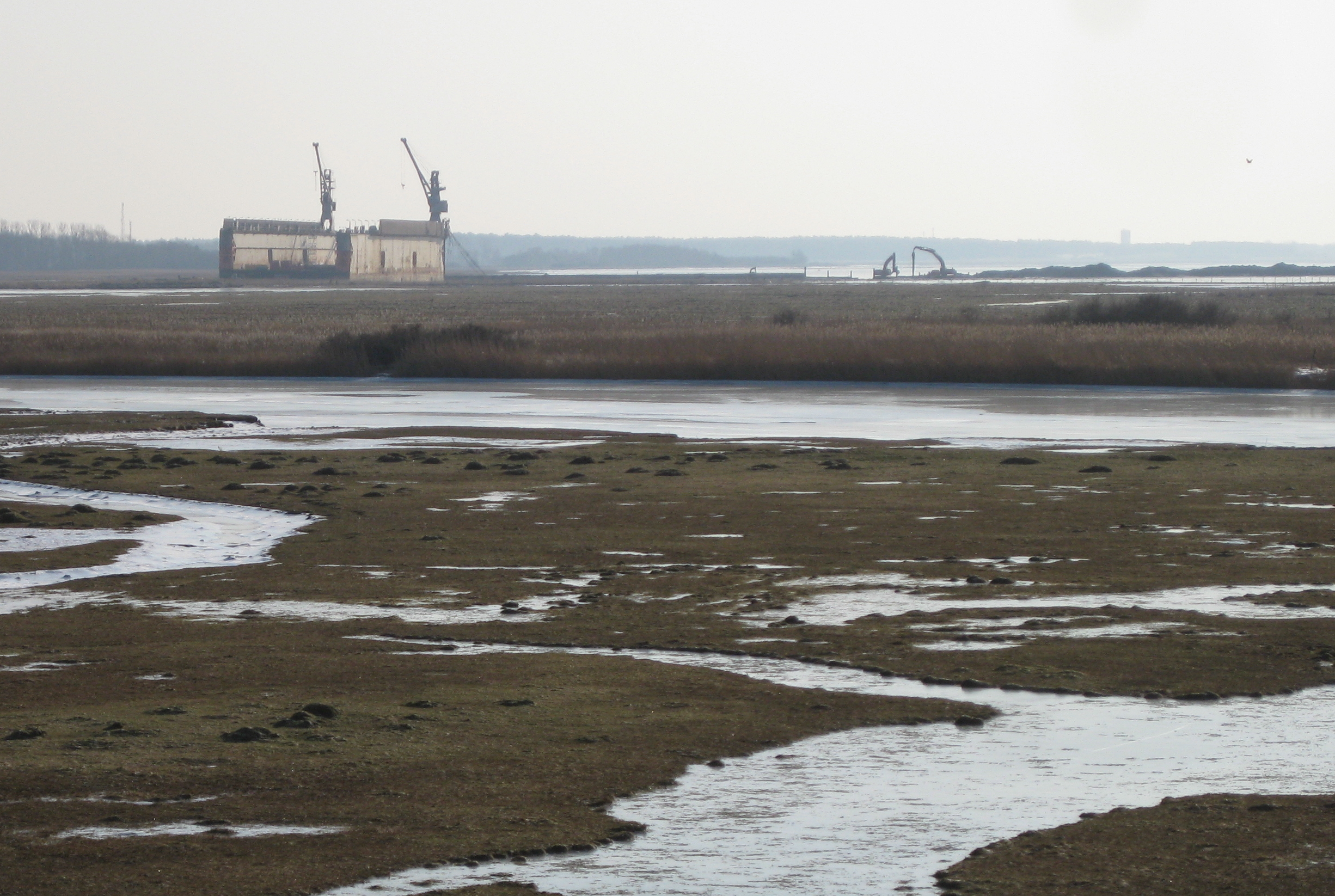
Saxåns mynning i Lundåkrabukten.
Öresundsvarvets flytdocka bärgas från Lundåkrabukten efter Adventsstormen 2011.

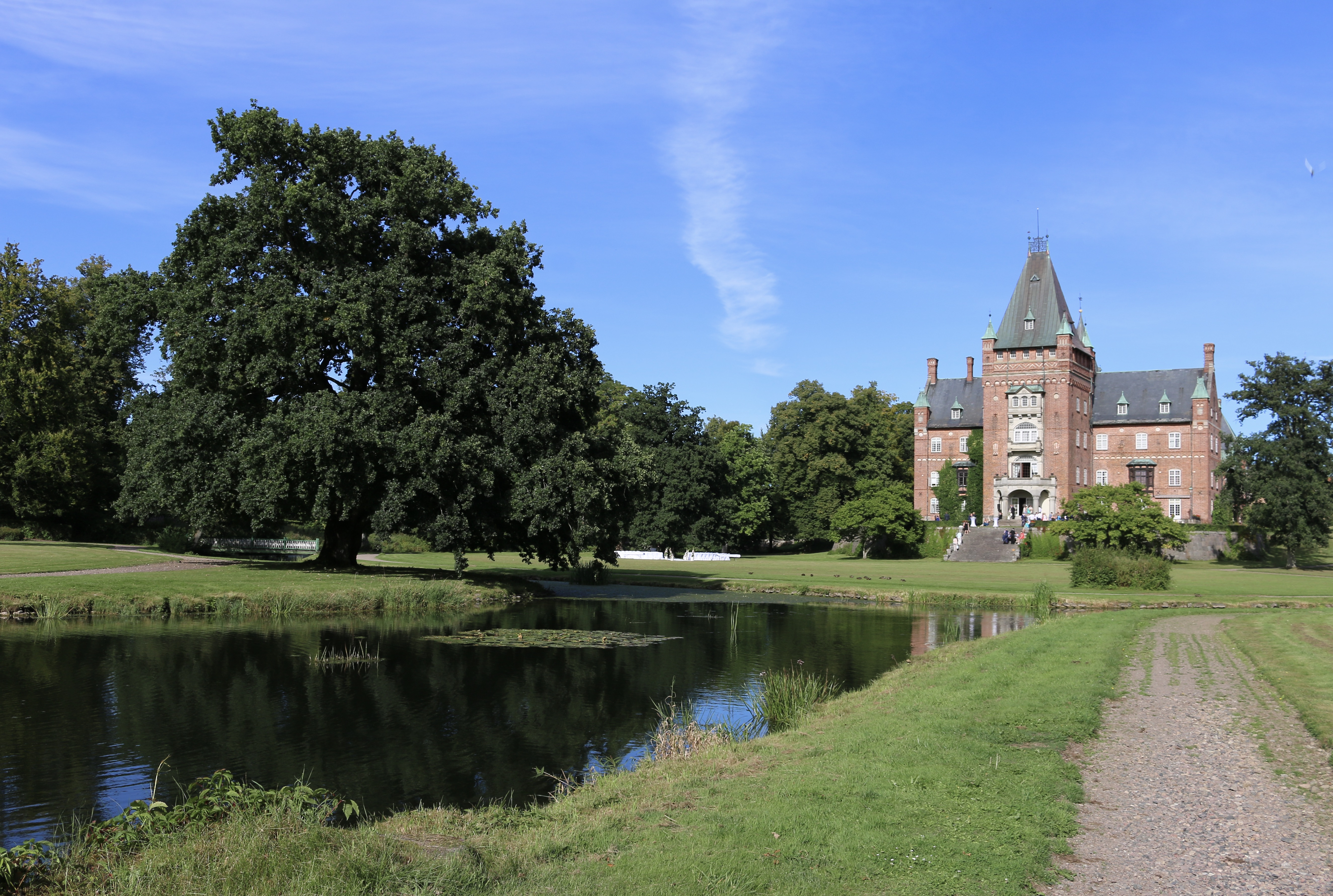
Saxån vid Trollenäs slott

Saxån är ett vattendrag i västra Skåne i Sverige. Längd cirka 43 km, flodområde 359,9 km². Saxån rinner upp i trakten av Trolleholms slott i Svalövs kommun och strömmar först som en bäck söderut in i Eslövs kommun. Vid Trollenäs kyrkby 5 km väster om Eslöv fångar ån upp biflödet Gullarpsån, varvid den egentliga Saxån har sin början, svänger västerut och rinner förbi Marieholm mot Teckomatorp i Svalövs kommun. 
Saxån böjer av åt sydväst runt Teckomatorp och bildar i omkring 8 km kommungräns mellan Landskrona kommun och Kävlinge kommun. Ån är här fortfarande ganska smal. Vid Dösjebro fångar den upp Välabäcken (ej att förväxla med Välabäcken i Helsingborgs kommun) och strömmar därefter den sista milen åt nordväst. Tre kilometer innan mynningen ansluter sig den något mindre Braån varvid ån vidgas betydligt. Den passerar därefter Häljarp, där den har en betydande bredd, och mynnar i norra delen av Lundåkrabukten. Den c:a 15 hektar stora, flacka Koön är belägen i åns mynning. Mynningen är grund till följd av sand som byggts på av havsströmmar och vind, och kan endast passeras av mindre båtar och kanoter. Under vikingatiden var ån betydligt bredare och farbar ända till Trollenäs. Det fanns hamnar vid Reslöv och Trollenäs. 
Största biflöden är Braån (30 km) och Välabäcken (14 km). Sjöar saknas i flodområdet.